# Symfonie nr. 35 (Haydn)
De Symfonie nr. 35 is een symfonie van Joseph Haydn, gecomponeerd op 10 december 1767. De precieze datum staat vermeld op het oorspronkelijke manuscript. Er bestaat speculatie over het werk: mogelijk diende het om de terugkeer te vieren van prins Nicolaas I Jozef Esterházy naar het kasteel van Versailles.

## Bezetting
- 2 hobo's
- 1 fagot
- 2 hoorns
- Strijkers
- Klavecimbel

## Delen
Het werk bestaat uit vier delen:
1. Allegro
2. Andante
3. Menuetto en trio
4. Finale: Presto

1 · 2 · 3 · 4 · 5 · 6 (Le Matin) · 7 (Le Midi) · 8 (Le Soir) · 9 · 10 · 11 · 12 · 13 · 14 · 15 · 16 · 17 · 18 · 19 · 20 · 21 · 22 (De Filosoof) · 23 · 24 · 25 · 26 (Lamentatione) · 27 · 28 · 29 · 30 (Halleluja) · 31 (Hoornsignaal) · 32 · 33 · 34 · 35 · 36 · 37 · 38 (Echo) · 39 · 40 · 41 · 42 · 43 (Mercurius) · 44 (Treursymfonie) · 45 (Afscheidssymfonie) · 46 · 47 (Palindroom) · 48 (Maria Theresia) · 49 (La Passione) · 50 · 51 · 52 · 53 (L'Impériale) · 54 · 55 (De schoolmeester) · 56 · 57 · 58 · 59 (Vuursymfonie) · 60 (Il distratto) · 61 · 62 · 63 (La Roxelane) · 64 (Tempora mutantur) · 65 · 66 · 67 · 68 · 69 (Laudon) · 70 · 71 · 72 · 73 (La chasse) · 74 · 75 · 76 · 77 · 78 · 79 · 80 · 81

88 · 89 · 90 · 91 · 92 (Oxford)

- Bibliothèque nationale de France: cb13913294s (data)
- MusicBrainz work: 88152120-5544-4e8a-a38a-ad881e1e6e8a
- Virtual International Authority File: 293429264